# Sultintjärnen
Sultintjärnen är en sjö i Sorsele kommun i Lappland och ingår i Umeälvens huvudavrinningsområde. Sjön har en area på 0,0932 kvadratkilometer och ligger 410,3 meter över havet. Sjön avvattnas av vattendraget Harrträskbäcken.

## Delavrinningsområde
Sultintjärnen ingår i det delavrinningsområde (726631-156730) som SMHI kallar för Mynnar i Olsträsket. Medelhöjden är 442 meter över havet och ytan är 2,46 kvadratkilometer. Räknas de 7 avrinningsområdena uppströms in blir den ackumulerade arean 44,13 kvadratkilometer. Harrträskbäcken som avvattnar avrinningsområdet har biflödesordning 4, vilket innebär att vattnet flödar genom totalt 4 vattendrag innan det når havet efter 316 kilometer. Avrinningsområdet består mestadels av skog (96 procent). Avrinningsområdet har 0,1 kvadratkilometer vattenytor vilket ger det en sjöprocent på 3,9 procent.